# Football Club Slovan Liberec 2011-2012
Questa voce raccoglie le informazioni riguardanti il Football Club Slovan Liberec nelle competizioni ufficiali della stagione 2011-2012. 

## Rosa
Rosa aggiornata al 22 giugno 2012
| N. |                       | Ruolo | Calciatore       |
| -- | --------------------- | ----- | ---------------- |
| 1  | Rep. Ceca (bandiera)  | P     | Zbyněk Hauzr     |
| 2  | Croazia (bandiera)    | D     | Renato Kelić     |
| 3  | Serbia (bandiera)     | D     | Miloš Karišik    |
| 4  | Ucraina (bandiera)    | D     | Artem Butenin    |
| 6  | Rep. Ceca (bandiera)  | C     | Lukáš Vácha      |
| 7  | Rep. Ceca (bandiera)  | A     | Jan Nezmar       |
| 8  | Ucraina (bandiera)    | C     | Serhij Ljulka    |
| 9  | Rep. Ceca (bandiera)  | A     | Jan Blažek       |
| 10 | Serbia (bandiera)     | C     | Miloš Bosančić   |
| 11 | Slovacchia (bandiera) | C     | Michal Breznaník |
| 13 | Rep. Ceca (bandiera)  | D     | Ondřej Kušnír    |
| 14 | Slovacchia (bandiera) | D     | Martin Tóth      |
| 15 | Rep. Ceca (bandiera)  | A     | Vojtěch Hadaščok |

| N. |                           | Ruolo | Calciatore       |
| -- | ------------------------- | ----- | ---------------- |
| 16 | Rep. Ceca (bandiera)      | P     | Ondřej Kolář     |
| 17 | Rep. Ceca (bandiera)      | D     | Tomáš Janů       |
| 19 | Rep. Ceca (bandiera)      | A     | Michael Rabušic  |
| 20 | Ucraina (bandiera)        | C     | Jevhen Morozenko |
| 21 | Brasile (bandiera)        | C     | Maicon           |
| 22 | Rep. Ceca (bandiera)      | A     | Zbyněk Musiol    |
| 23 | Rep. Ceca (bandiera)      | A     | Josef Šural      |
| 24 | Rep. Ceca (bandiera)      | A     | Jiří Štajner     |
| 25 | Rep. Ceca (bandiera)      | D     | Jiří Fleišman    |
| 28 | Rep. del Congo (bandiera) | A     | Dzon Delarge     |
| 29 | Rep. Ceca (bandiera)      | D     | Petr Zieris      |
| 30 | Rep. Ceca (bandiera)      | P     | David Bičík      |